# Psychotria heteromorpha
Psychotria heteromorpha är en måreväxtart som beskrevs av Pieter Willem Korthals. Psychotria heteromorpha ingår i släktet Psychotria och familjen måreväxter. Inga underarter finns listade i Catalogue of Life.